# 神岡町立神岡工業高等学校
神岡町立神岡工業高等学校（かみおかちょうりつ かみおかこうぎょうこうとうがっこう、英: Kamioka Town Kamioka Technical High School）は、かつて岐阜県吉城郡神岡町（現･飛騨市）釜崎にあった町立の工業高等学校。岐阜県立船津高等学校と統合して岐阜県立飛騨神岡高等学校となり、1997年（平成9年）3月末に閉校した。

## 校訓
「あふるる意欲 英知と技術（わざ） 強き精神（こころ）」（1980年制定）

## 沿革
- 1941年（昭和16年） - 三井鉱山神岡鉱業所内に青年学校（鹿間、栃洞、茂住の3校）設置[3]。
- 1947年（昭和22年） - 「神岡高等鉱山学校」として発足[3]。
- 1948年（昭和23年）4月9日 - 開校式[3]。木地屋の元捕虜収容所の建物を校舎に、定時制の採鉱科、泊金科を設置[4]。
- 1949年（昭和24年） - 私立「神岡鉱山高等学校」となる[4]。
- 1950年（昭和25年）4月 - 私立「神岡鉱業高等学校」となる[3]。
- 1962年（昭和37年）10月 - 神岡鉱業所、神岡町、上宝村出資の学校法人「神岡工業高等学校」となる。釜崎に新校舎を建設し、全日制の機械科、電気科を設置[5][3]。
- 1967年（昭和42年）4月1日 - 学校法人が解散し、「神岡町立神岡工業高等学校」となる[5][3]。
- 1997年（平成9年）3月24日 - 閉校（閉校時点では全国で唯一の町立工業高等学校であった[6]）。

## 所在地
- 〒506-1145 岐阜県飛騨市神岡町釜崎847（旧住所：岐阜県吉城郡神岡町釜崎847）

※校舎跡はそのままになっている。